# Église Saint-Fleuret d'Estaing
L'église Saint-Fleuret d'Estaing est une église située en France sur la commune d'Estaing, dans le département de l'Aveyron, en région Occitanie.
Elle fait l'objet d'une protection au titre des monuments historiques.
Saint Fleuret était évêque d'Auvergne aux VIe et VIIe siècles.

## Localisation
L'église Saint-Fleuret est située dans le quart nord-est du département de l'Aveyron, sur la commune d'Estaing, en plein cœur du bourg d'Estaing, face au château.

## Historique

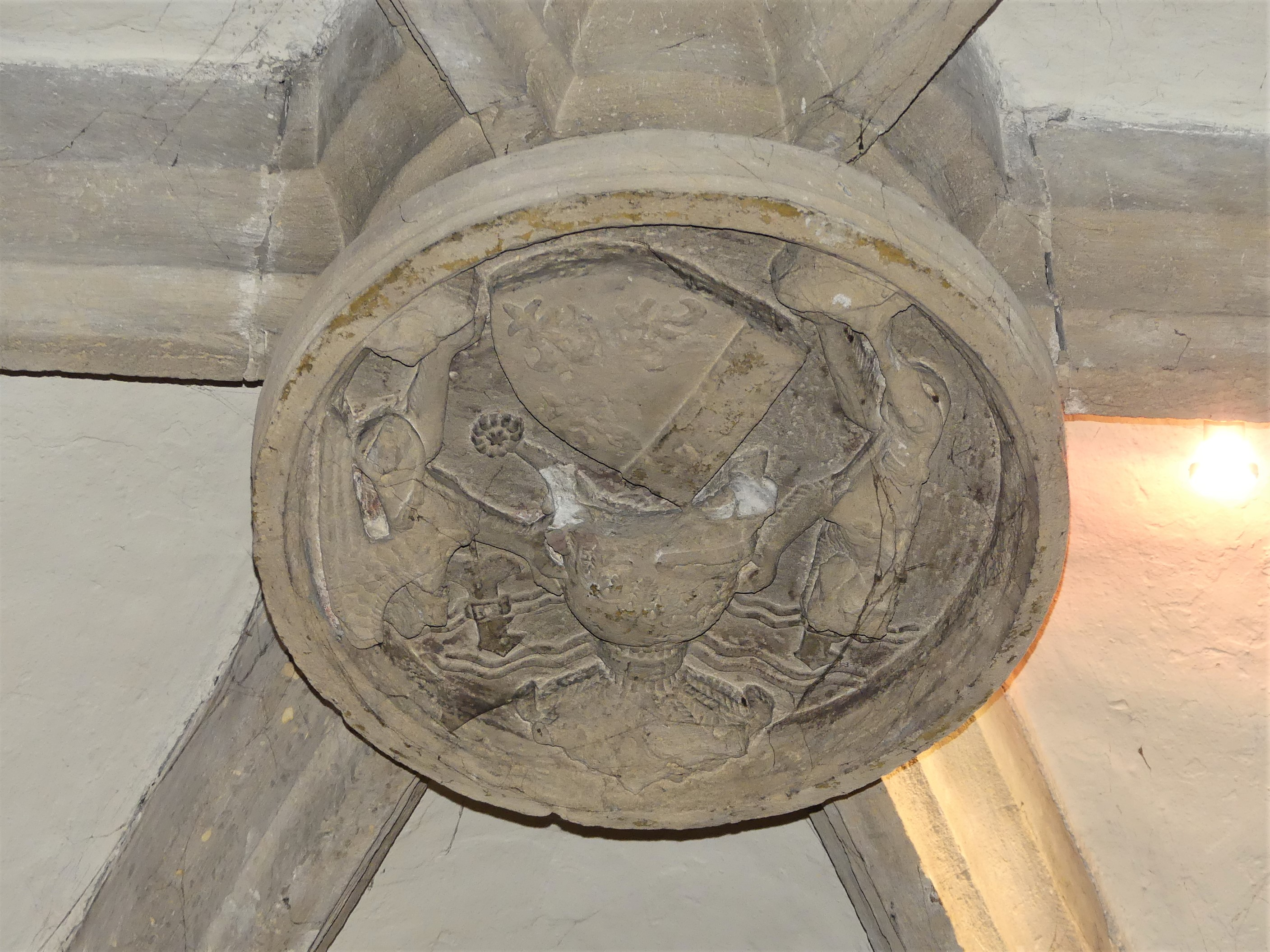
Clé de voûte aux armes de la famille d'Estaing.

À l'origine un prieuré a été édifié à Estaing, dépendant successivement du monastère Saint-Amans de Rodez, puis en 1080 de l'abbaye Saint-Victor de Marseille et en 1087, de l'abbaye Notre-Dame-de-l'Assomption de Montsalvy. De rares vestiges (une pierre sculptée et un mur dans la crypte) mis au jour dans la partie occidentale de l'église actuelle en sont le témoignage.
Sur les fondations de cet ancien prieuré est édifiée au XVe siècle l'église actuelle, tout d'abord dédiée à saint Amans, premier évêque de Rodez au Ve siècle. Elle est ultérieurement placée sous le patronage de saint Fleuret, évêque mort à Estaing au VIIe siècle. Au XVIe siècle est bâtie au sud une chapelle funéraire pour les seigneurs d'Estaing. La crypte, transformée en ossuaire au XVIIe siècle, est vidée des ossements qui sont transférés au nouveau cimetière en 1892.
Contre le chœur, à l'angle sud-est, une sacristie est ajoutée au XIXe siècle. En 2008, des travaux permettent un accès aisé à la crypte en vue de visites, celle-ci étant précédemment accessible par une trappe depuis la nef.
L'église est inscrite au titre des monuments historiques depuis le 29 décembre 1927.

## Description
De style gothique flamboyant, l'édifice est orienté sud-est/nord-ouest avec son portail au sud-ouest, précédé d'un parvis lui-même devancé par un escalier d'une vingtaine de marches. Sur le parvis est dressée une croix en pierre qui, depuis 2013, est la reproduction d'une ancienne croix de cimetière du XVIe siècle dont l'original est conservé dans la crypte de l'église. La face représente une mise au tombeau surmontée d'un christ en croix, et le revers une vierge de Pitié entourée de deux anges. En dessous, Marie-Madeleine et un pèlerin enserrent le fût de la croix.
À une dizaine de mètres à l'est du parvis se trouve une autre croix de cimetière du XVe ou XVIe siècle en grès rose classée en 1981 au titre des monuments historiques, représentant d'un côté le Christ et de l'autre la Vierge. Le portail est protégé par un porche.
À l'intérieur, la nef longée par deux collatéraux s'étend sur quatre travées. Au-dessus de la travée la plus occidentale se situe le clocher, accessible par une tour d'escalier surmontée d'un lanternon. En décrochage des collatéraux, trois chapelles sont saillantes : au nord-ouest, celles du Saint-Esprit et de Saint-Fleuret, et au sud-est celle de Sainte-Anne (ou de la Pietà). Au bout des collatéraux, juste avant le chœur, se situent deux chapelles symétriques, celle de la Vierge au sud-est , et celle de Saint-Joseph au nord-est. Le chœur, de forme pentagonale, prolonge la nef centrale. Le socle rocheux en schiste étant particulièrement irrégulier à cet endroit, une crypte et des chapelles basses ont d'abord été construites pour servir de support à la première travée de la nef et des collatéraux ainsi qu'au chœur. Le plafond de chacune des parties de l'église, y compris son porche, se compose de croisées d'ogives, au nombre total de dix-huit, ornées de clés de voûte sculptées, plusieurs d'entre elles représentant les armes de la famille d'Estaing.
Les vitraux modernes, installés de 1975 à 1977, sont l'œuvre de Claude Baillon, vitrailliste de Millau,.

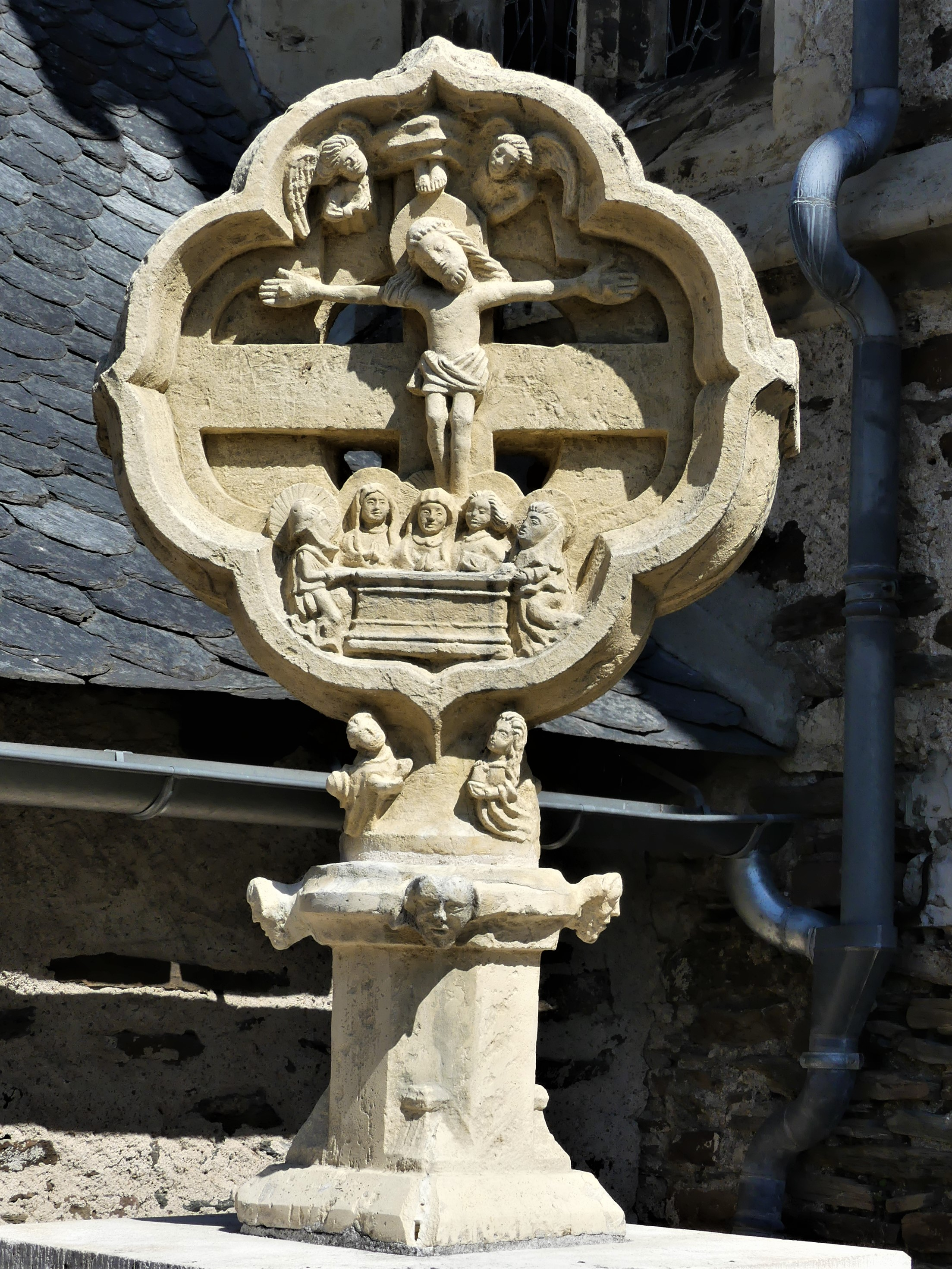
La croix de pierre du parvis.
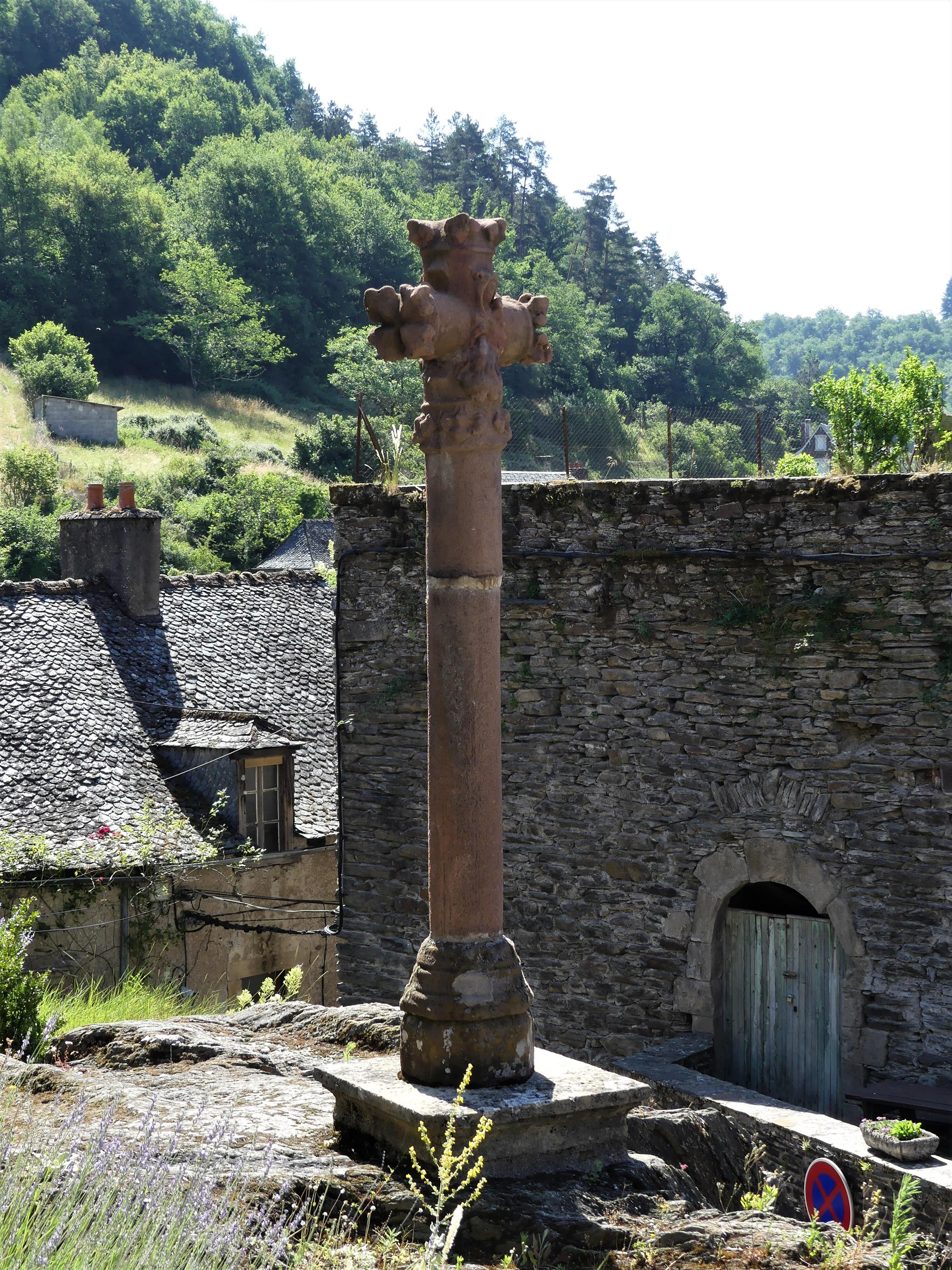
La croix de grès rose.
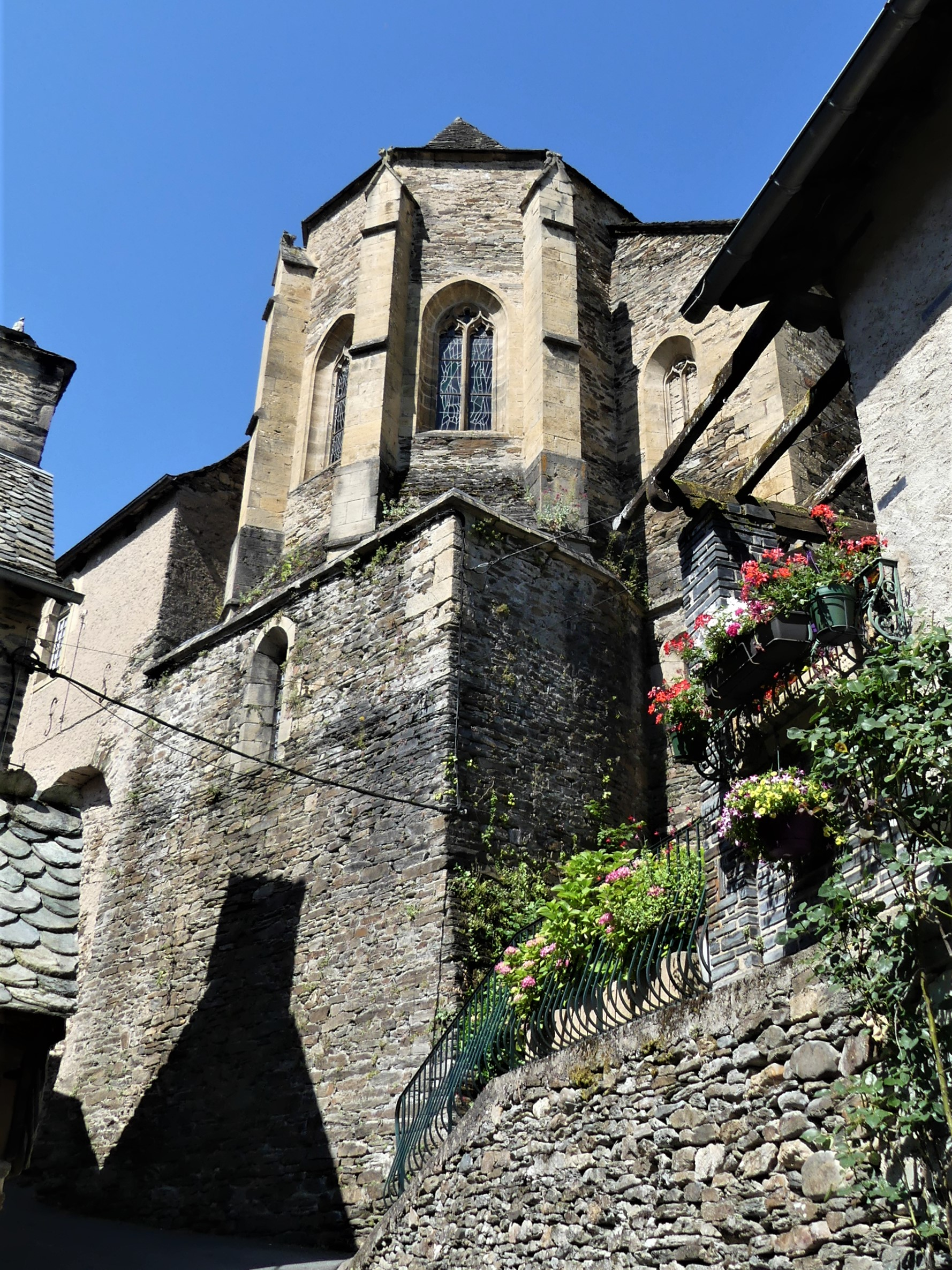
Le chevet au-dessus de la crypte.
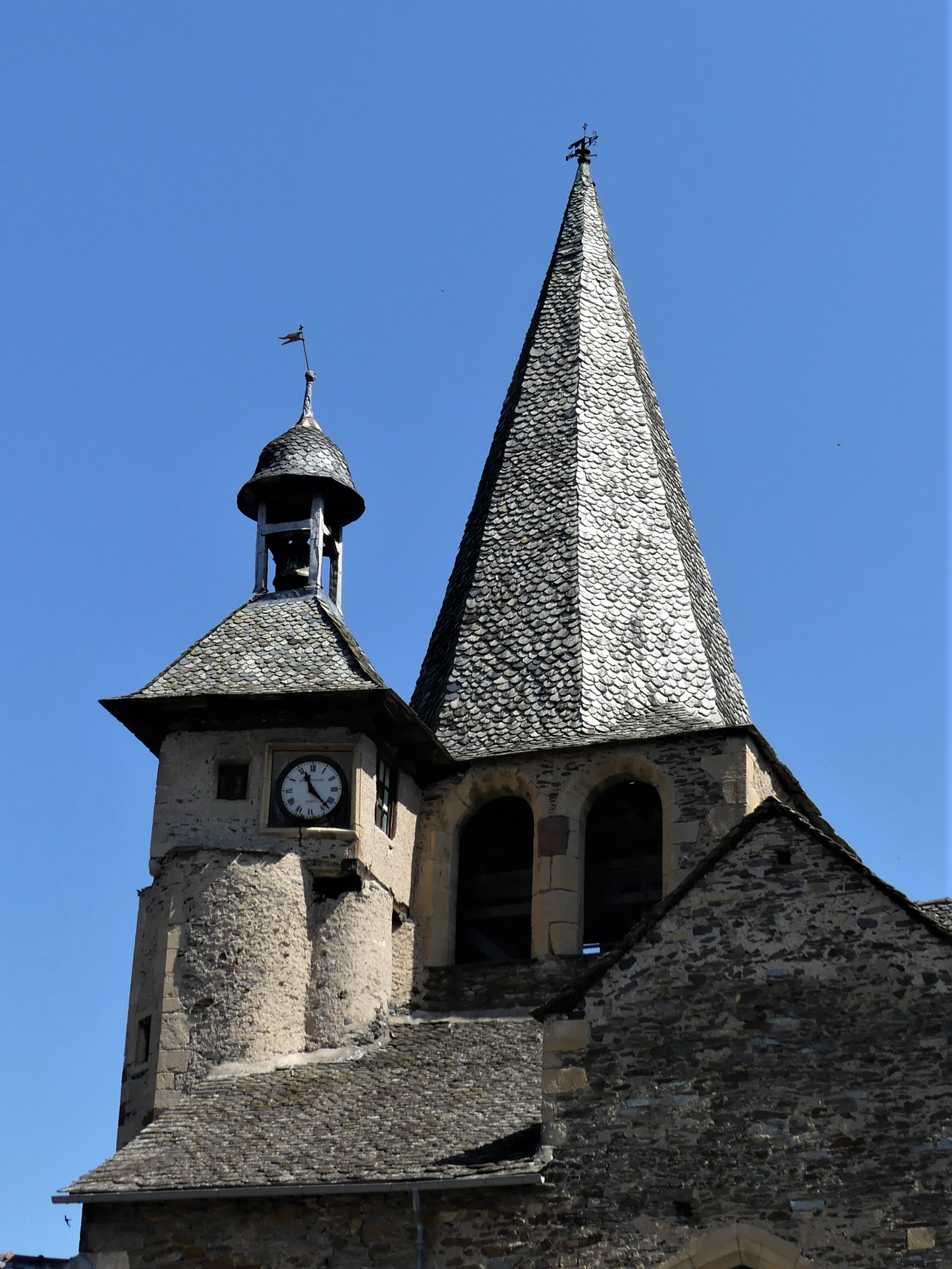
Le lanternon de la tour d'escalier et le clocher.
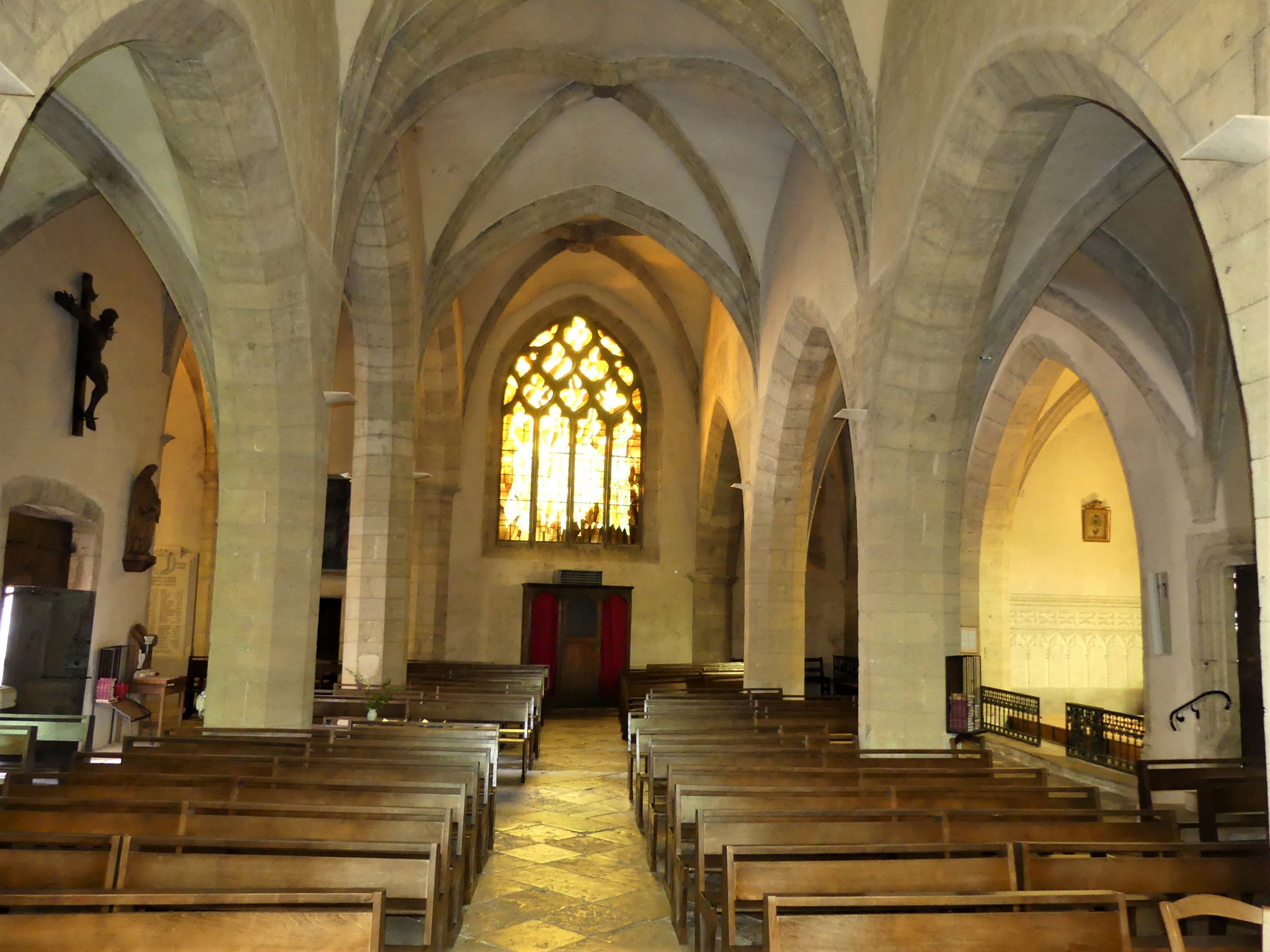
La nef et ses collatéraux.
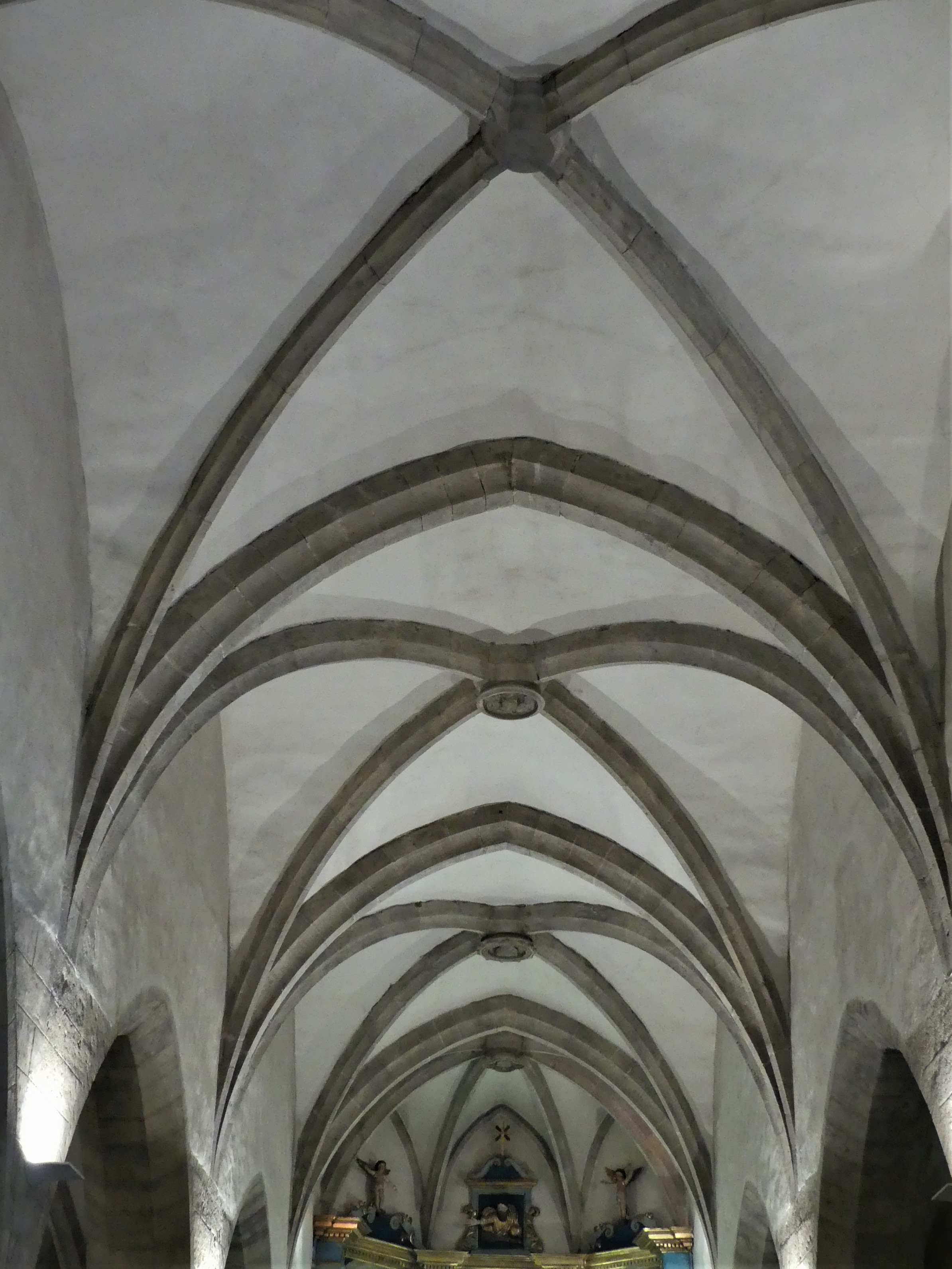
Le plafond de la nef et du chœur.

## Mobilier
Hormis la croix de cimetière déjà mentionnée, l'église recèle plusieurs autres objets classés ou inscrits au titre des monuments historiques :
- dans la chapelle Saint-Fleuret, un retable classé en 1981 dont le panneau central montre saint Fleuret en habits d'évêque, entouré de sculptures : en haut le buste de Dieu le Père, et une statue de chaque côté représentant saint Fleuret et saint Antoine[8],[9] ; faisant partie de l'autel, un buste-reliquaire représentant saint Fleuret y est posé[8] ;
- dans la chapelle du Saint-Esprit, un autre retable classé en 1981 dont le panneau central est une peinture représentant la Pentecôte, avec le buste de Dieu le Père en haut, et de chaque côté les statues de saint Roch et d'un pèlerin de Compostelle[10] ; faisant partie de l'autel, quatre bustes-reliquaire représentent saint Fleuret, saint Jean-Baptiste et deux femmes[10] ;
- une statue du XVIe siècle en bois classée en 1981 représentant un  Christ en croix[11] ;
- une cloche en bronze datant de 1565, classée en 1943[12] ;
- un bas-relief du XIIe siècle classé en 1953 figurant une Vierge à l'Enfant[13] ;
- vingt bâtons de procession du XVIIIe siècle de la confrérie des pénitents bleus classés en 1981, dont quinze exposés dans l'église[14],[15] ;
- un reliquaire du XVe siècle en argent représentant le bras de saint Fleuret, classé en 1954[16] ;
- un plat de quête en cuivre repoussé classé en 1954[17] ;
- un ensemble classé en 1954 composé d'un calice et d'une patène datant de 1755-1756, en argent[18] ;
- dans la chapelle Sainte-Anne (ou de la Pietà), un retable inscrit en 1981, avec trois sculptures : la Vierge de Pitié au centre, avec une statue de chaque côté, pouvant représenter sainte Anne et saint Joachim[19] ;
- dans la chapelle de la Vierge, un retable inscrit en 1981 avec la statue de la Vierge à l'Enfant entre deux statues d'anges[2],[20] ;
- dans la chapelle Saint-Joseph, un retable du XIXe siècle inscrit en 1981 avec la statue de saint Joseph tenant l'Enfant Jésus dans ses bras[21].

Parmi les autres objets remarquables également présents dans l'édifice figure le maître-autel du chœur dont les bas-reliefs représentent l'Adoration des mages, l'Adoration des bergers, le couronnement d'épines, l'Agonie dans le jardin des oliviers, l'Ecce homo, la flagellation, le Portement de Croix, la Visitation et l'Annonciation,.

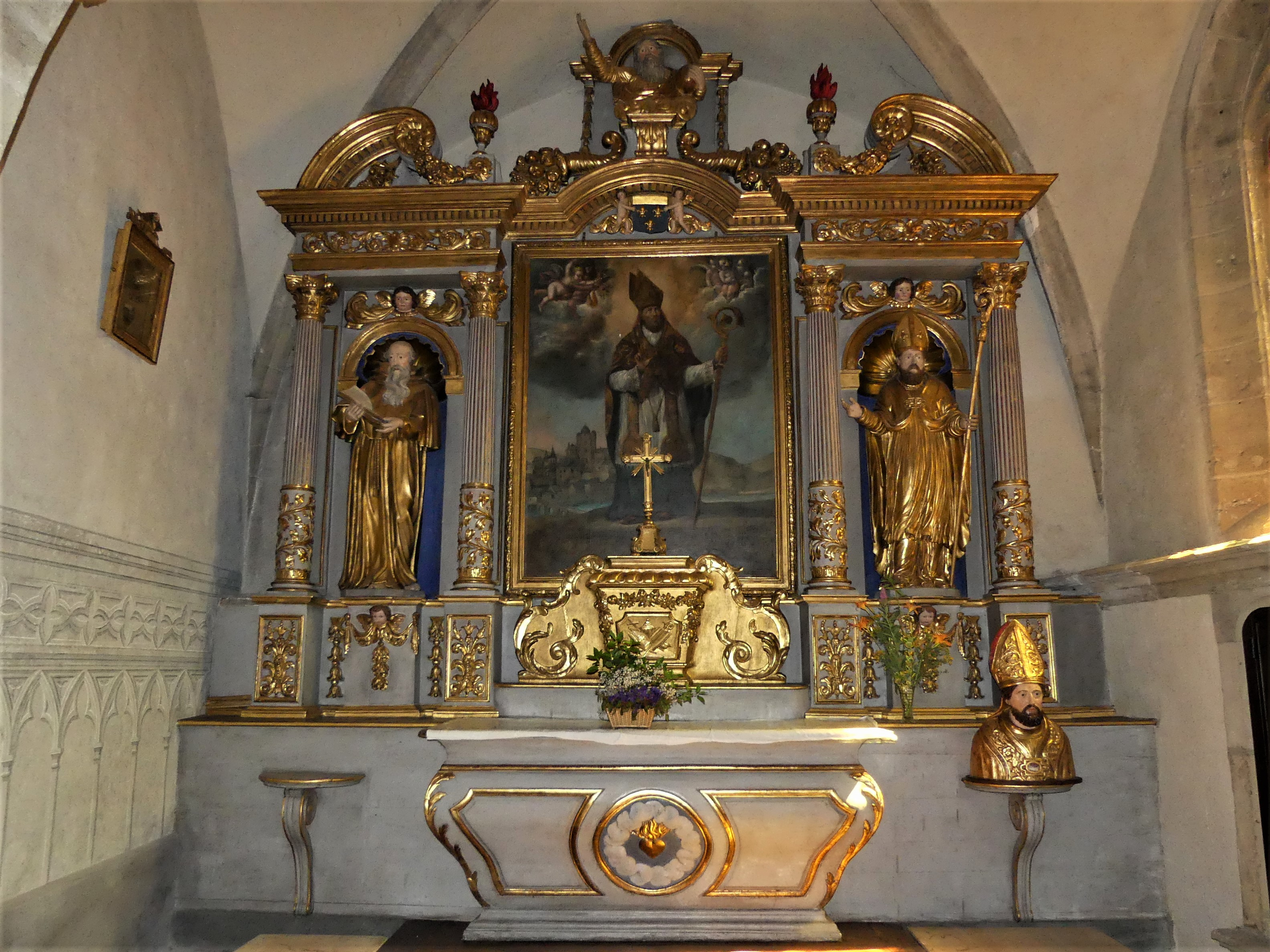
Le retable de la chapelle Saint-Fleuret.
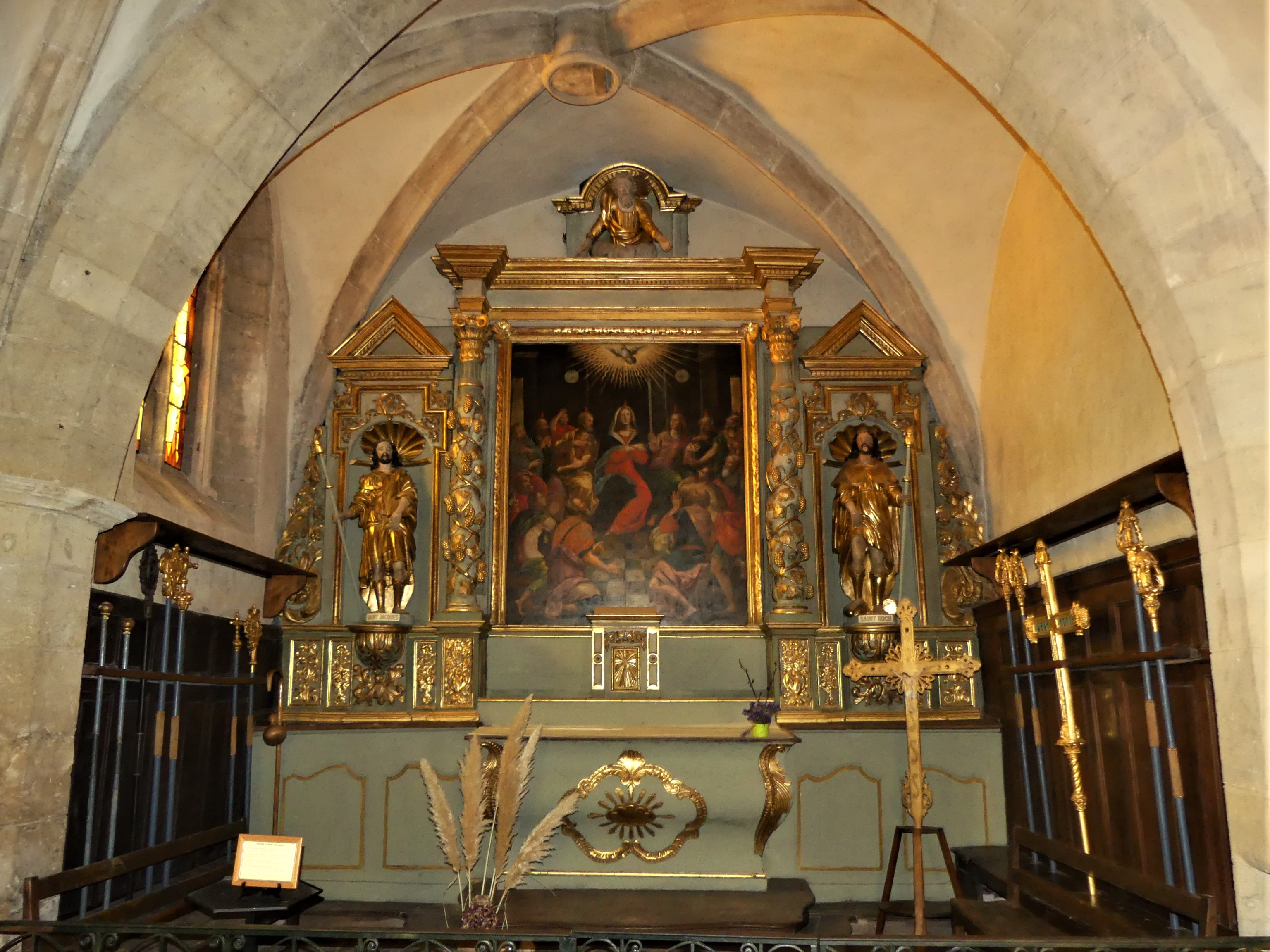
Le retable de la chapelle du Saint-Esprit.
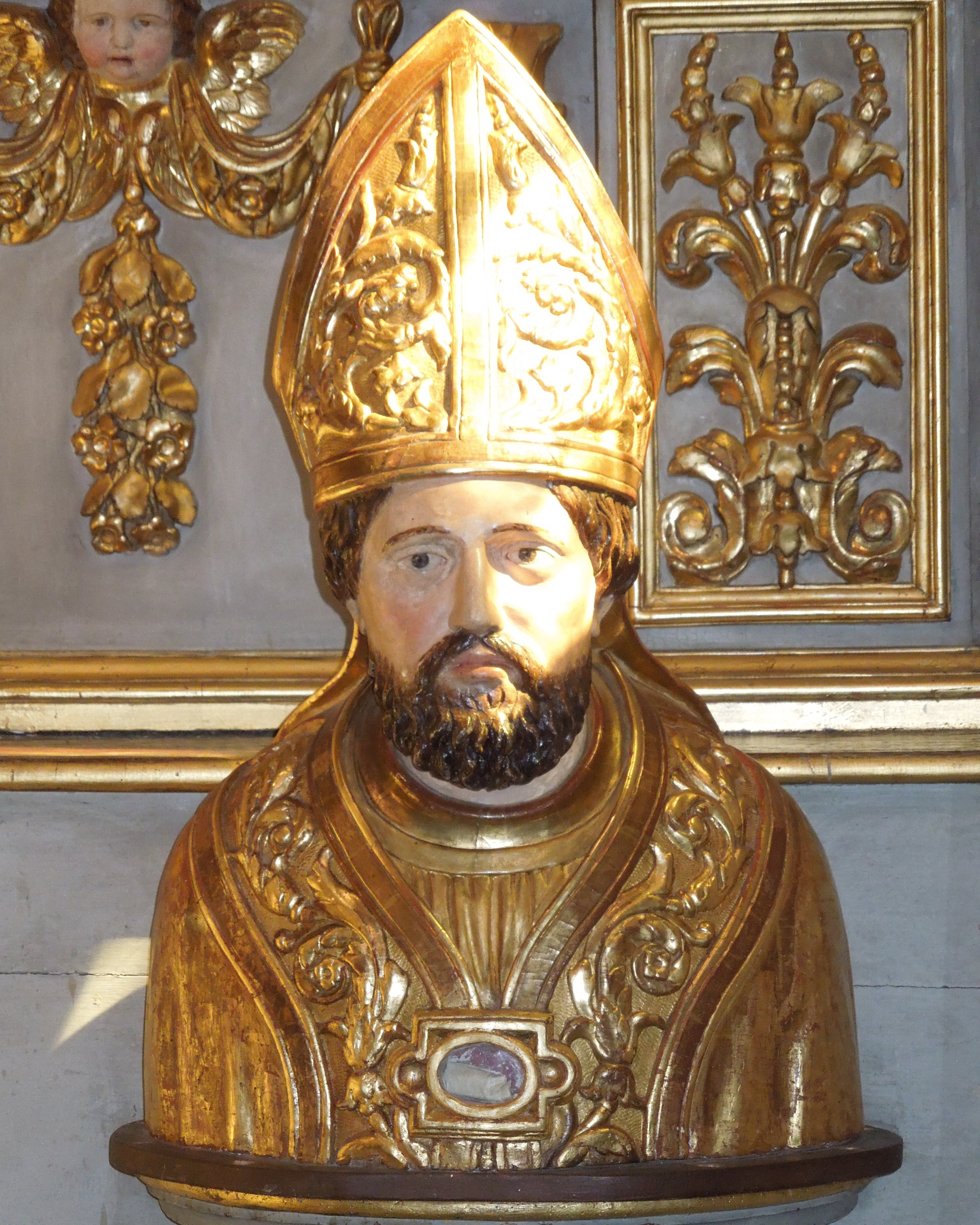
Le buste-reliquaire de saint Fleuret.
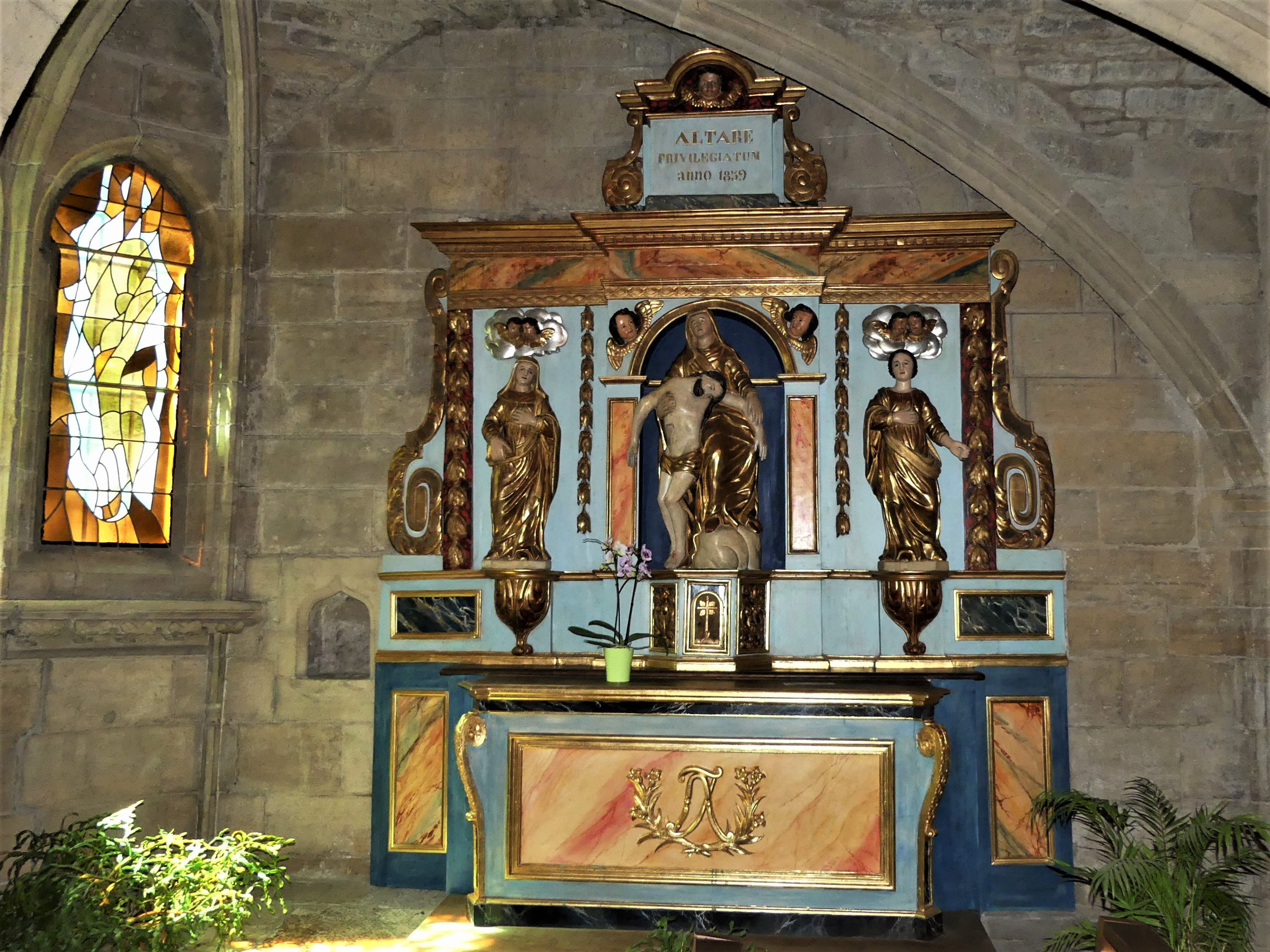
Le retable de la chapelle Sainte-Anne.
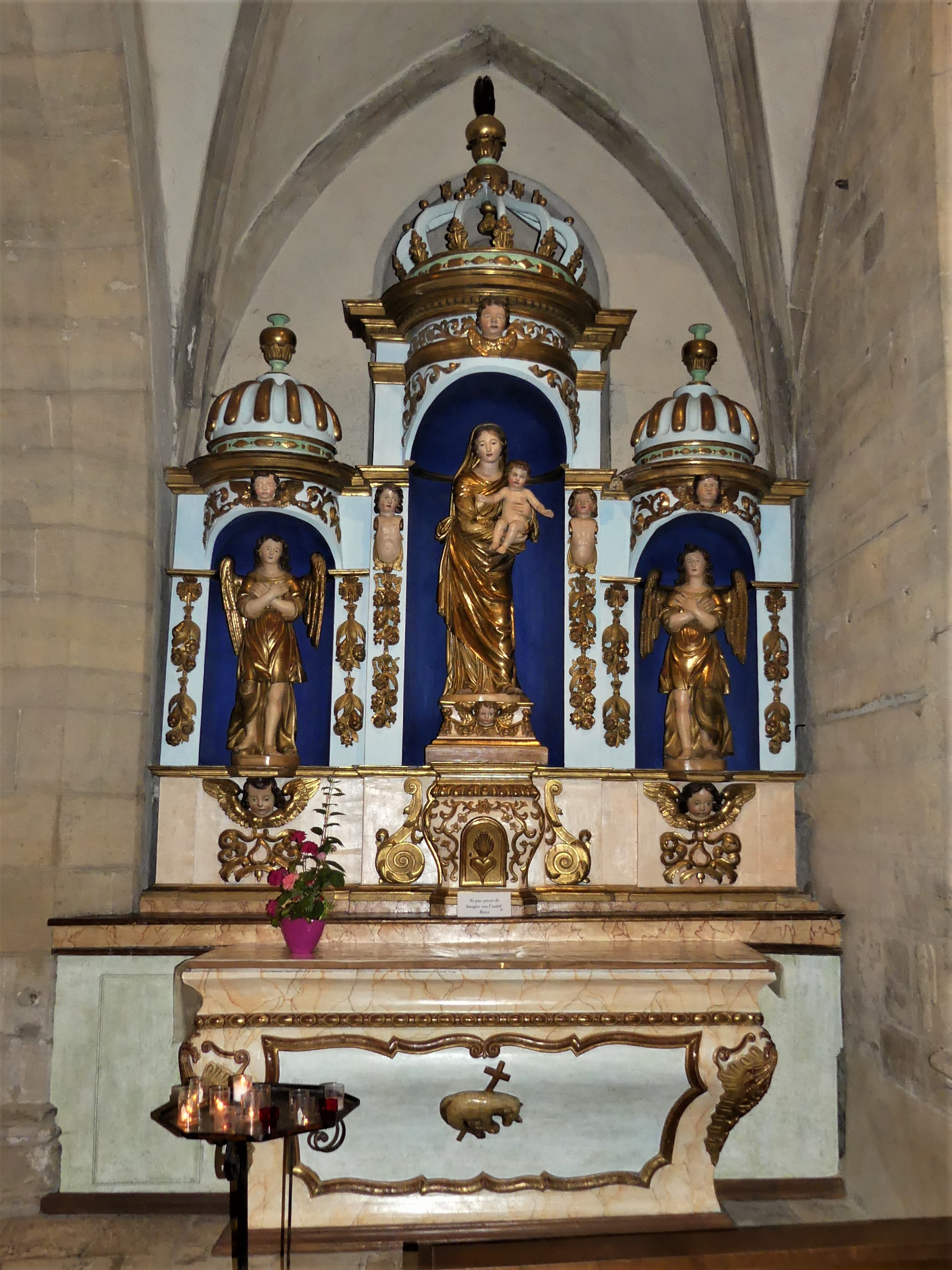
Le retable de la chapelle de la Vierge.
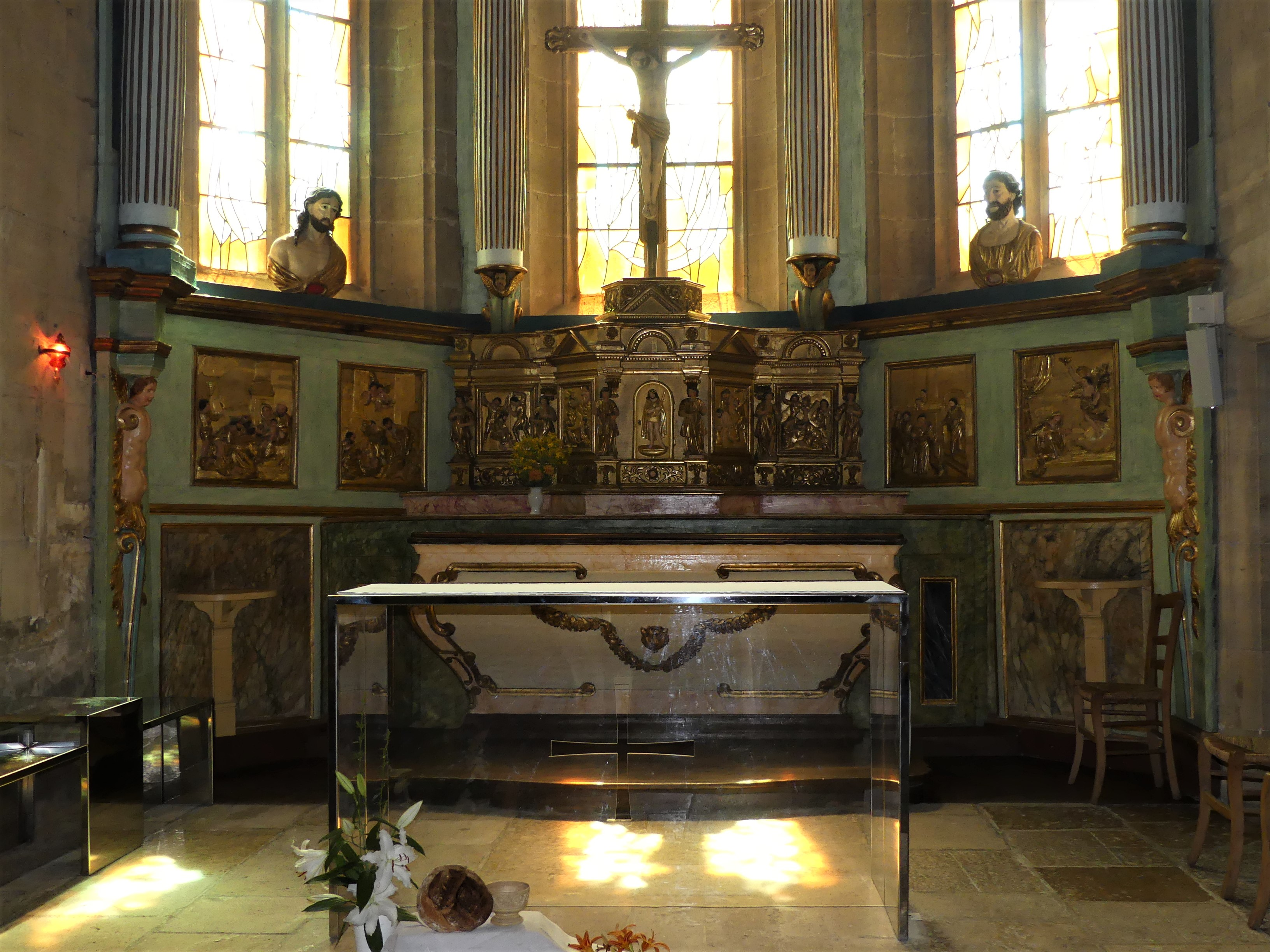
Le maître-autel.